# Боснийское Приморье
Боснийское Приморье (босн. и хорв. Bosansko primorje, серб. Босанско приморjе, сербохорв. Босанско приморjе / Bosansko primorje, лат. Terrae Novae, букв. «Новые земли») — историографический термин, обозначающий область в Далмации, в Средние века входившей в состав Боснийского государства. Простиралось от устья реки Неретвы на севере до Курила (ныне село Петрово-Село) на юге.

## История

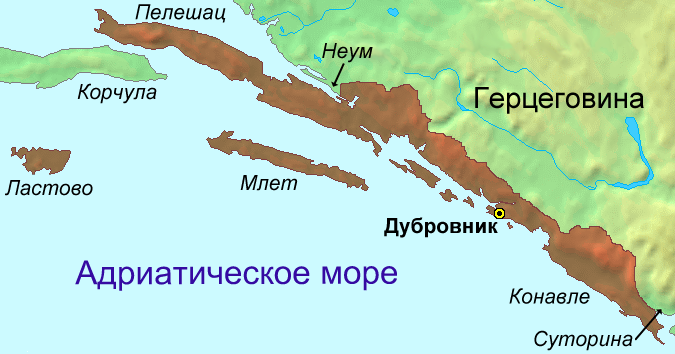
Дубровницкая республика

С X до начала  XIV века принадлежало правителям Хума. В 1333 году полуостров Стонский Рат (ныне Пелешац) с городом Стоном были выкуплены Дубровником. В 1399 году земли, располагавшиеся от Стона до Курила, были полностью выкуплены Дубровницкой республикой. Большинство средневековых поселений Боснийского Приморья сохранились до наших дней: в том числе Бистрина, Имотица, Лисац, Майкови, Маслине, Ошле, Стон, Слано, Трново и другие.
Боснийский бан Твртко I в 1377 году венчался в сербском монастыре Милешева у гроба святого Саввы как «король сербов, Боснии, Поморья и Западных стран». В Боснии термин «поморье», обозначавший сербские земли, был постепенно заменён на «приморье». В 1390 году Твртко I именовался как король «Сербии, Боснии, Далмации, Xорватии и Приморья». Так «Приморье» вошло в состав краткого и полного титула боснийских королей («король Сербии, Боснии, Приморья…»).